# Relexificatie
Relexificatie is het verschijnsel dat een taal (in het bijzonder een pidgin-, creool- of mengtaal) een groot deel van zijn oorspronkelijke woordenschat inclusief het kernlexicon vervangt door die van een andere taal, terwijl de grammaticale regels onveranderd blijven. Dit proces gaat dus veel verder dan gewone ontlening. Relexificatie is met andere woorden een vorm van interferentie waarin de woordenschat uit de superstraattaal en de grammatica uit de substraattaal afkomstig is.
Op grond van relexificatie is in de jaren 50 en 60 van de 20e eeuw de monogenetische pidgintheorie voorgesteld. Volgens deze theorie stammen alle "bastaardtalen" van dezelfde "oer-creooltaal" af, het Sabir. Inmiddels is deze theorie grotendeels weerlegd.
Bij uitbreiding wordt de term relexificatie gebruikt voor alles wat met nieuwvorming te maken heeft, bijvoorbeeld in verband met het ontwerpen van kunsttalen en het bedenken van nieuw jargon binnen een bepaald vakgebied.